# Trichosteleum lachmanii
Trichosteleum lachmanii là một loài rêu trong họ Sematophyllaceae. Loài này được Bizot mô tả khoa học đầu tiên năm 1974.